# 泰沙縣
2°20′S 77°27′W / 2.333°S 77.450°W
泰沙縣（西班牙語：Cantón Taisha），是厄瓜多爾的縣份，位於該國東南部，由莫羅納-聖地亞哥省負責管轄，面積6,090平方公里，2001年人口13,078，人口密度每平方公里2.15人。